# Brachycyttarus
Brachycyttarus is een geslacht van vlinders van de familie van de zakjesdragers (Psychidae).

## Soorten
- B. fasciatus Dierl, 1971
- B. fuscus Dierl, 1971
- B. griseus Joannis, 1929
- B. subteralbata Hampson, 1893